# ブラディ・サンデー (U2の曲)
「ブラディ・サンデー」（Sunday Bloody Sunday）はU2のサードアルバム『WAR(闘)』のオープニングソングにして、3rdシングル（ヨーロッパと日本限定のリリースだった）。血の日曜日事件をテーマにした曲で、「New Year's Day」と並んでU2の代表曲となった。

## 解説
「WAR」のレコーディングを中断してボノとアリが結婚式を挙げジャマイカに新婚旅行へ行っている間、エッジが1人で書いた曲。恋人との痴話喧嘩とおのれの作曲能力のなさのせいでむしゃくしゃした気持ちを思いきり曲作りにぶつけた。2004年にボノがなくした鞄が見つかった際、その中にあったノートに既に「SBS」のアイデアが書き込まれていたということから、以前から血の日曜日事件をテーマにした曲を書こうというアイデアはバンド内にあったようだ。
この頃、ボノはジョン・レノンにどっぷり嵌っていて、そのハンドブックをいつの胸ポケットに入れて持ち歩いていたそうで、恐らくジョンの同テーマ、同タイトルの曲に触発されたのだろう。ボノが考えたのは血の日曜日事件とカソリックとプロテスタント双方の一大行事であるイースター・サンデー（復活祭）という2つの日曜日を対比させることだった。2010年6月18日にニューヨーク・タイムズに寄せた記事で、ボノは次のように述べている。
当初、エッジが書いた冒頭の歌詞は「IRAやUDAの権利について話すのは止めてくれ」だったが、あまりに直接的すぎることからか、現在のものに改められた。
ラリーはリリーホワイトからクラックトラック（メトロノーム）を使うよう勧められていて、渋っていたのだが、尊敬するSly & the Family Stoneのドラマー・アンディ・ニューマークから、「クラックトラックなしでドラムを叩いたことがない」と教えられ、自分も使うことにした。「SBS」をひとつに求めているのはラリーのドラムといわれているが、「あれは郵便局のマーチングバンドにいた経験が生きた」とラリー自身も述べている。
またエレクトリック・ヴァイオリンで、後にIn Tua NuaやThe Waterboysに参加するスティーブ・ウイッカムが参加している。バス停にいたエッジに「君たちのレコードにヴァイオリンは要らないか？」と尋ね、電話番号のメモを渡し、採用された。

## ライブ
2015年7月24日の時点で800回近く演奏され、3番目にライブで演奏された回数が多いU2の曲である。
1982年12月20日、初めてベルファストで「SBS」を演奏した際、ナーバスになったボノは「もしも気に入らなければ、二度とベルファストでは演奏しない」と断ってから演奏したのだが、終わると観客席は興奮の坩堝となった（ただし、ベルファストではThe Joshua Treeツアーの1987年6月24日の公演以来、「SBS」は演奏されていない）。その後、ボノは「SBS」を演奏する度に「これは反逆の歌ではない」と断りを入れるようになり、Warツアーでは白旗を振って「ノー・モア！」と観客を煽るパフォーマンスを行った。1985年のライブエイドでもU2は「SBS」を演奏した。
The Unforgettable FireツアーでもThe Joshua Treeツアーでも「SBS」はライブの中核をなしたが、映画「U2/魂の叫び」には、1987年11月8日、IRAが仕掛けた爆弾により11人が死亡し、60人以上が負傷する大惨事となったエニスキレン爆破事件に怒る、同日デンバーで行われた公演におけるボノの熱いパフォーマンスが収録されている。
この公演で「SBS」は「本物」になったと考えたボノは「SBS」を二度と演奏しないと決めた。実際、1989年のLovetownツアーでは一度も演奏されず、Zoo TVツアーでも一時期セットリストに入っていただけだった。が、1997-1998年のPopmartツアーのサラエボ公演の小ステージでエッジがアコギで演奏し、新たな手応えを掴むと、再びセットリストの常連となり、2001年のElevationツアー、2005-2006年のVertigoツアー、2009-2011年の360度ツアーでは毎回演奏された。

## サントラ
- 「ブラディ・サンデー」（2002年、アイルランド、イギリス、監督ポール・グリーングラス） - ベルリン国際映画祭金熊賞授賞。「SBS」のライブヴァージョンがエンドクレジットで流れる。

## オマージュ
- シネイド・オコナー
「Gospel Oak 」というEPに収録されている「This is a Rebel Song」という曲が、「SBS」に対するアンサーソングになっている。ボノが「これは反抗の歌ではない」と前置きしてから「SBS」を歌いだすのに対し、シネイドは「これは反抗の歌です」と断って、とても優しく穏やかに「「愛しているわ、頑固なイギリス人さん／あなたの激怒は、まるで私の子宮をえぐる拳みたい／私がやったと思い込んでいることを、あなたは許してくれないのかしら／私を愛して。私はあなたの女なのです……」と歌い上げるのだ。
- DJシャドウ
「Lost And Found」という曲でラリーのドラムをサンプリングしている。
- ジェイ・Z
2008年のグラストンベリー・フェスティバルで「SBS」と「Heart Of The City」をマッシュアップした曲を披露した。
- 阿部和重
「Deluxe Edition」という短編集に「SBS」というタイトルの作品がある。

## カバー
- List of covers of U2 songs – Sunday Bloody Sunday
  - Red Hot Chili Peppers（2004）
  - ジョージ・ブッシュ・ジュニア（2006）
YouTubeを「bush sings U2」で検索すると職人が作った動画が引っかかる。
  - Paramore（2007）
  - ソウル・ウィリアムズ（2007） 
ヒップホップ詩人。プロデューサーはトレント・レズナーである。ブラジル留学中にラジオから流れてきた「SBS」を聴いて、大いに感銘を受けたそうだ。
  - ノルウェン・ルロワ (2010)

## 評価
オールタイム
- 1989年ラジオヴェロニカ（オランダ）が選ぶオールタイムベスト500第41位
- 1999年スタジオ・ブリュッセル（ベルギー）の視聴者が選んだオールタイムベストソング第19位
- 2004年ローリングストーンが選ぶオールタイムベストソング500第268位
- 2004年ロックの殿堂・ロックを作った500曲
- 2006年Qマガジンが選ぶ80年代ベストシングル40第18位
- 2009年ガーディアンが選ぶ誰もが知っている曲1000

- 2009年ラジオヴェロニカ（オランダ）が選ぶ80年代ベストソング100第14位
- 2010年ローリングストーンが選ぶオールタイムベストソング500第272位
- 2012年Qマガジンが選ぶベストソング1001第419位